# 比叡山鐵道線

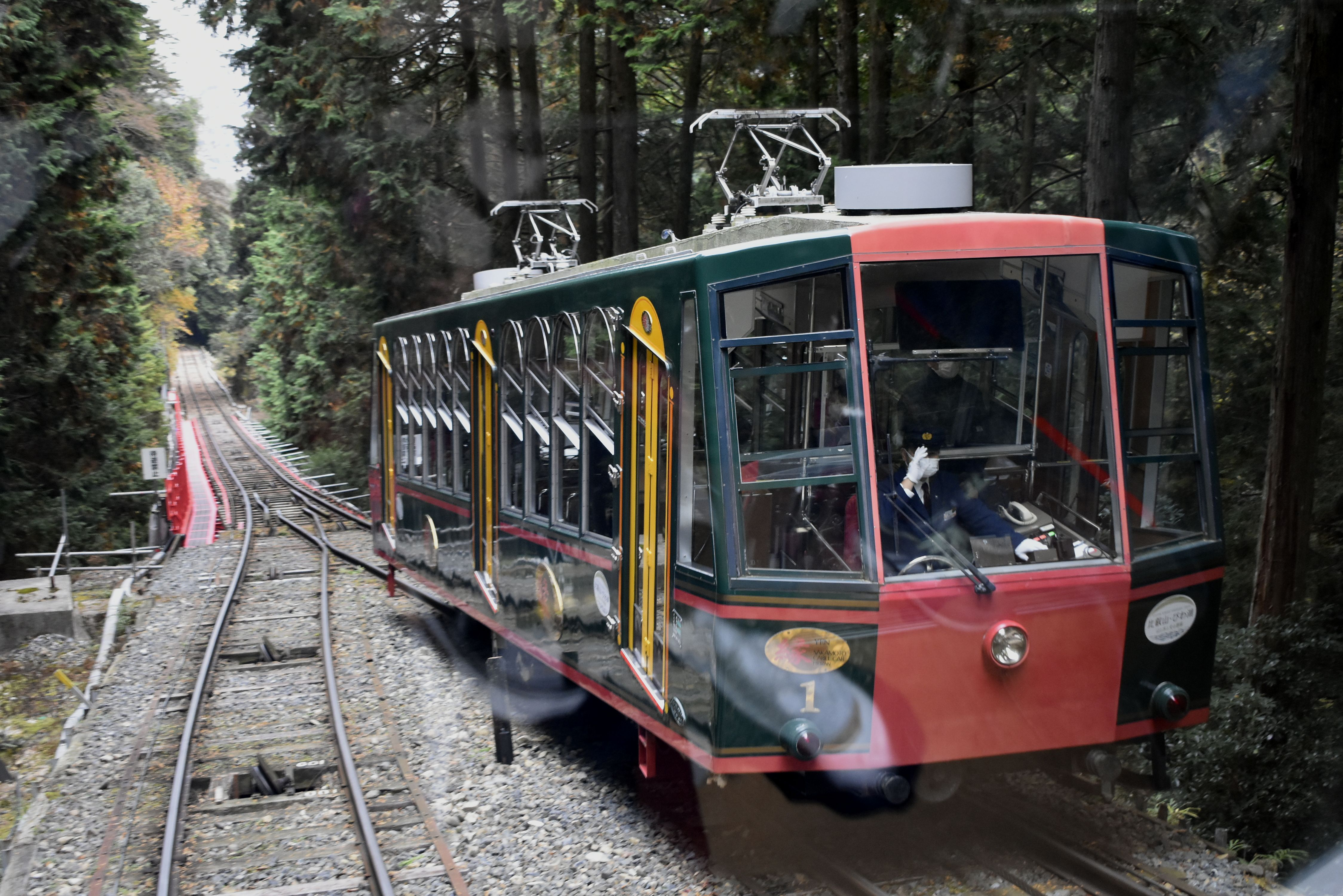
上行1號車「縁」號

比叡山鐵道線（日语：／ Hieizantetsudō sen */?）是比叡山鐵道擁有的地面缆车。路線連接滋賀縣大津市的纜索坂本站至纜索延曆寺站。

## 概要
此站是比叡山延曆寺於東邊的路線，被稱為坂本纜車。除了年尾年初外的冬季期陳，西邊前往比叡山頂的鐵路路線（叡山纜索和叡山索道），以及巴士路線（比叡山Drive巴士，經比叡山車道）均會暫停服務，因此此鐵路成為整年營業，唯一通往比叡山的路線。
路線全長2,025米。在1966年群馬縣伊香保纜索鐵道廢除後，成為日本最長地面缆车。中途設有蓬萊丘站和裳立山站。車輛現時由在1993年引入的1號車「緣」號和2號車「福」號行走。另外，纜索延曆寺站和纜索坂本站兩站的車站大樓均在1927年路線開通以來已經存在，在1997年登錄為國家登錄有形文化財。
車輛內部照明與車頭燈等電源都是來自於車內搭載的鉛酸蓄電池（由於地面缆车是透過車站中的一條纜索拉放車輛，因此車輛自身不需要能源（如電力）推動）。原本路線上設有架空電纜提供電源，但是由於架空電纜在1927年已經使用，隨著電纜老化，在2006年改用電池供電。現時只有在纜索延曆寺站和纜索坂本站才設有刚性接触网，以讓車輛內的電池充電。其他路段的架空電纜在2007年4月尾前撤走。在撒走後可減少景觀的障礙物，另外當發生樹木倒塌時也由於不需要處理架空電纜線，使可短時間內回復服務。現時路線內保留了一座架空電纜柱，以紀念曾經存在的架空電纜。

### 路線數據
- 路線距離（營業距離）：2.0公里
- 軌距：1067毫米
- 車站數目：4個（包括起終點站）
- 最大坡度：333‰（約18°25′）
- 最小坡度：170‰（約9°38′）
- 高低差：484米

## 運行形態
班次每30分鐘一班。但是在紅葉季節等星期六與假日會加密至每15分鐘一班。乘車時間為11分鐘，當中途車站停站時，所需時間有所延長。

## 車費
車費方面，距離較短的區間 (0.3公里) 纜索坂本站至蓬萊丘站之間，以及纜索延曆寺站至裳立山站之間的車費會較平宜（成人單程120日圓），但是其他區間的成人單程車費達到870日圓。當中成人單程車費870日圓區間設有來回優惠車費。在售票機出售的車票都是大型軟式車票，車票上印刷了第253世天台座主山田惠諦書寫的「緣」和「福」字。120日圓區間的車票可於櫃臺中購買，軟式車票上印刷了「裳立山」或「蓬萊丘」。另外，車票可當作紀念品取回。
另外，成人870日圓區間的車票可中途下車，在乘車當日可自由上落車。因此上述車票可在中途站中途下車。
普通車費（2019年10月1日修正）
- 纜索坂本站 - 蓬萊丘站之間 - 120日圓（小童60日圓）
- 纜索延曆寺站 - 裳立山站之間 - 120日圓（小童60日圓）
- 其他區間（單程） - 870日圓（小童440日圓）
- 其他區間（來回優惠） - 1660日圓（小童830日圓）

在纜索坂本站和纜索延曆寺站使用Surutto KANSAI共通卡時，只需要乘車時於檢票口拍卡便可乘車。另外，當使用Surutto KANSAI共通卡時不會發放車票（上述）。由於設有來回優惠車費，因此Surutto KANSAI共通卡來回乘車時，回程會支付優惠車費與去程車費的差額，同時會發出軟式車票（來回車票）。比叡山橫斷套票與Surutto KANSAI 3day/2day套票時，只需要在提示檢票口拍卡便可乘車。

## 歷史
通往比叡山的登山鐵路中，首先是比叡登山輕便電軌鐵道在1912年（明治45年）5月7日取得坂本村至比叡山根本中堂之間的鋼索鐵道許可，後來在翌年失效。後來為了讓人們前往比叡山延曆寺參拜和避暑等觀光目的，於1919年（大正8年）由當地「大津電氣軌道（現時：京阪石山坂本線）」與京都、大阪的有影響力的人分別成立了比叡山鋼索鐵道株式會社、叡山電氣株式會社，希望建設鋼索鐵道。在1922年（大正11年）11月，「比叡登山鐵道株式會社」也成立，目的也是相同。在1924年（大正13年）4月，鐵道許可狀頒給「比叡登山鐵道株式會社」，同年10月成立公司。公司名在1926年（昭和元年）12月27日改為「比叡山鐵道株式會社」。建設鐵路方面設有下列條件，延曆寺不會售出土地，而是租賃土地給鐵路公司以建設路軌和車站大樓。山上站方面應遠離寺廟範圍，使從寺廟看不見路軌。在租賃的土地上開設茶店時需要得到寺廟的許可，並且茶店內不可提供住宿服務。
在1927年（昭和2年）路線啟用時，傳單內的地圖上寫上了「日本名物東洋最大 從坂本至比叡山中堂的纜車 11分鐘便登上山」。在1929年（昭和4年），西村宇一繪畫了英文版本，因此推定路線的目標遊客不只是日本國內，還有國外的觀光客。現時比叡山鐵道收藏了曾經乘坐纜車的使用者名錄，當中包括了山本權兵衛、犬養毅和近衛文麿。
在太平洋戰爭下的1945年（昭和20年）3月，路線暫停營業。在山頂一方的延歷寺站建設了飛機彈射器，以射出特攻機。在5月，所有設施由海軍接收。纜車當時用作運搬物資，包括建造特攻機櫻花的物料，但是在特攻機投入運作前已經戰事完結，因此沒有使用。在戰後美軍進駐前已經被破壞。
在戰爭結束後，上述設施已經歸還，並進行修復工程以重新讓乘客使用。在1946年（昭和21年）8月，线路重開。當中1號車名為「紫雲」，2號車名為「瑞雲」。在1958年，引入了鋼製第二代車輛，以取替第一代車輛。在1992年（平成4年）9月，机房更換了驱动机，以及引入了第三代目車輛，這個大規模翻新工程在1993年7月24日竣工。

### 年表
- 1924年（大正13年）4月4日 比叡登山鐵道得到鐵道許可狀[13]
- 1924年（大正13年）10月 比叡登山鐵道株式會社成立[14]
- 1926年（昭和元年）12月27日 提出把比叡登山鐵道改名為比叡山鐵道[15]
- 1927年（昭和2年）3月15日 坂本（現時：纜索坂本）至叡山中堂（現時：纜索延曆寺）之間開通[16]。
- 1945年（昭和20年）
  - 3月19日 由於成為不要不急線，客運業務暫停[17]。
  - 5月 由海軍接收鐵路，車輛進行改裝成邊貨運車輛，以便運搬前往比叡山，在該處設置射出特攻機之用的飛機彈射器[17]。
- 1946年（昭和21年）8月7日 路線（客運）重開[17]。
- 1949年（昭和24年） 裳立山遊園地站（現時：裳立山站）啟用[17]。
- 1958年（昭和33年） 全鋼製第二代車輛翻新[17]。
- 1974年（昭和49年）1月15日 坂本站改名為纜索坂本站，裳立山遊園地站改名為裳立山站，叡山中堂站改名為纜索延曆寺站[17]。
- 1984年（昭和59年）4月26日 蓬萊丘站啟用[17]。
- 1992年（平成4年）9月 全面開展翻新工程。
- 1993年（平成5年）
  - 6月1日 為了更換驱动机和車輛，全線暫停服務[17]。
  - 7月24日 翻新工程竣工，路線重開。第三代車輛開始行走。
- 2003年（平成15年）4月1日 Surutto KANSAI對應卡開始可以使用於此路線上[18]。
- 2006年（平成18年） 車內照明等電源改用儲電池。
- 2007年（平成19年）4月尾 除了在站內用作充電用的刚性接触网外，其餘架空電纜均已經撤走。

## 使用狀況

### 營業業績
以下為比叡山鐵道線的運輸業績。
- 當中，最高値會使用紅色，在最高値記錄年度以後的最低値使用青色、在最高値記錄年度以前的最低値使用綠色作標記。

| 年 度              | 運輸業績（乘車人次）：人/年度 | 運輸密度 人/日 | 手提手李數量 個/年度 | 特 別 事 項 |
| ------------------ | ----------------------------- | -------------- | -------------------- | ----------- |
| 1988年（昭和63年） | 124,086                       | 340            | 1,059                |             |
| 1989年（平成元年） | 139,090                       | 381            | 786                  |             |
| 1990年（平成2年）  | 135,840                       | 372            | 694                  |             |
| 1991年（平成3年）  | 146,617                       | 400            | 662                  |             |
| 1992年（平成4年）  | 147,908                       | 411            | 538                  |             |
| 1993年（平成5年）  | 178,216                       | 571            | 336                  |             |
| 1994年（平成6年）  | 199,877                       | 548            | 437                  |             |
| 1995年（平成7年）  | 199,047                       | 545            | 562                  |             |
| 1996年（平成8年）  | 198,299                       | 543            | 401                  |             |
| 1997年（平成9年）  | 164,963                       | 452            | 428                  |             |
| 1998年（平成10年） | 174,138                       | 477            | 1,361                |             |
| 1999年（平成11年） | 162,870                       | 445            | 1,193                |             |
| 2000年（平成12年） | 157,055                       | 430            | 997                  |             |
| 2001年（平成13年） | 165,252                       | 454            | 1,214                |             |
| 2002年（平成14年） | 157,085                       | 430            | 1,296                |             |
| 2003年（平成15年） | 155,719                       | 430            | 1,603                |             |
| 2004年（平成16年） | 153,041                       | 424            | 1,177                |             |
| 2005年（平成17年） | 165,355                       | 453            | 1,435                |             |
| 2006年（平成18年） | 167,506                       | 464            | 1,483                |             |
| 2007年（平成19年） | 187,073                       | 511            | 1,544                |             |
| 2008年（平成20年） | 199,047                       | 545            | 1,480                |             |
| 2009年（平成21年） | 183,447                       | 521            | 726                  |             |
| 2010年（平成22年） | 180,409                       | 498            | 970                  |             |
| 2011年（平成23年） | 199,020                       | 548            | 1,024                |             |
| 2012年（平成24年） | 202,762                       | 560            | 1,372                |             |

## 車站列表
所有車站都在滋賀縣大津市內。
| 中文站名   | 日文站名       | 英文站名        | 站間距離 | 營業距離 | 啟用年份 |
| ---------- | -------------- | --------------- | -------- | -------- | -------- |
| 纜索坂本   | ケーブル坂本   | Cable Sakamoto  | -        | 0.0      | 1927年   |
| 蓬萊丘     | ほうらい丘     | Horaioka        | 0.3      | 0.3      | 1984年   |
| 裳立山     | もたて山       | Motate Yama     | 1.4      | 1.7      | 1949年   |
| 纜索延曆寺 | ケーブル延暦寺 | Cable Enryakuji | 0.3      | 2.0      | 1927年   |

纜索坂本站和纜索延曆寺站均有職員當值，蓬萊丘站和裳立山站則為無人車站。
蓬萊丘站和裳立山站通常所有列車均通過。當需要在上述兩站下車時，需要在乘車向職員申告。另外，當在上述兩站乘車時，需要用電話聯絡兩站的職員。乘客也可以在上述兩站下車時向乘務員（車長）表示需要乘坐下一班列車。另外，上述兩站上下車時只可使用車輛前進方向中最前面的車門。

## 接續路線
- 纜索坂本站：從京阪電鐵石山坂本線坂本比叡山口站乘坐4分鐘聯絡巴士（江若巴士（日语：江若バス）），步行約15分鐘[25]。另外，聯絡巴士會途經坂本比叡山口站前往JR湖西線比叡山坂本站。
- 纜索延曆寺站：步行10分鐘前往比叡山Drive巴士·比叡山內穿梭巴士（日语：比叡山ドライブバス・比叡山内シャトルバス） 東塔巴士站（坂本纜索口）。

## 注腳
1. ↑  滋賀の山パンフレット p.15PDF（日語） - 滋賀縣，2015年5月1日參閲
2. ↑  ご利用ガイド （页面存档备份，存于）（日語） - 比叡山鐵道，2019年11月3日參閲
3. ↑  2019年10月1日（火）からの消費税率引上げに伴う旅客運賃改定（申請）についてPDF（日語） - 比叡山鐵道，2019年7月2日（2019年11月3日參閲）
4. ↑  「軽便鉄道免許状下付」《官報》1912年5月9日（國立國會圖書館數碼化收藏）
5. ↑  「軽便鉄道免許失効」《官報》1913年12月27日（國立國會圖書館數碼化收藏）
6. ↑  比叡山鉄道株式会社 2003，第13頁.
7. ↑  比叡山鉄道株式会社 2003，第14頁.
8. ↑  「リニューアルした坂本ケーブル」《TRAIN》No.225
9. ↑  比叡山鉄道株式会社 2003，第46頁.
10. 1 2  比叡山鉄道株式会社 2003，第19頁.
11. ↑  比叡山鉄道株式会社 2003，第21頁.
12. ↑  比叡山鉄道株式会社 2003，第28頁.
13. ↑  「鉄道免許状下付」《官報》1924年4月8日（國立國會圖書館數碼化收藏）
14. ↑  《日本全国諸会社役員録. 第34回》（國立國會圖書館數碼化收藏）
15. ↑  《鉄道統計資料. 昭和元年 第3編 監督》（國立國會圖書館數碼化收藏）
16. ↑  「地方鉄道運輸開始」《官報》1927年3月23日（國立國會圖書館數碼化收藏）
17. 1 2 3 4 5 6 7 8  比叡山鉄道株式会社 2003，第48-55頁.
18. ↑  . RAIL FAN (鐵道友之會). 2003-07-01, 50 (7): 23 （日语）.
19. ↑  . 滋賀縣道路保全課.   [2014-11-09]. （原始内容存档于2014-05-05） （日语）.
20. ↑  . 滋賀県道路保全課.   [2014-11-09]. （原始内容存档于2014-05-05）.
21. ↑  . 滋賀縣道路保全課.   [2014-11-09]. （原始内容存档于2014-05-05） （日语）.
22. ↑  . 滋賀縣道路保全課.   [2014-11-09]. （原始内容存档于2014-11-09） （日语）.
23. ↑  . 滋賀縣道路保全課.   [2014-11-09]. （原始内容存档于2014-05-05） （日语）.
24. ↑  . 滋賀縣道路保全課.   [2014-11-09]. （原始内容存档于2014-03-16） （日语）.
25. ↑  アクセス （页面存档备份，存于）（日語） - 比叡山鐵道

## 相關文獻
- 卯田卓矢. . 交通史研究 (交通史学会). 2014, 84: 40–59. doi:10.20712/kotsushi.84.0_40 （日语）.

## 外部連結
- 比叡山坂本纜車 （页面存档备份，存于）（日語）（官方網站）
- 比叡山鐵道　坂本纜車【官方】的X（前Twitter）
- 東洋電機製造株式會社《東洋電機技報》第115號
  - 比叡山鉄道株式会社 鋼索鉄道架線レス車両システム (pdf)，存于